# Tournoi d'ouverture du championnat du Costa Rica de football 2020
Navigation
Tournoi précédent Tournoi suivant
Le Tournoi Apertura 2020 est le vingt-septième tournoi saisonnier disputé au Costa Rica.
C'est cependant la 112e fois que le titre de champion du Costa Rica est remis en jeu.
Lors de ce tournoi, le Deportivo Saprissa tente de conserver son titre de champion du Costa Rica face aux onze meilleurs clubs costariciens. C'est cependant la LD Alajuelense qui remporte un trentième titre en finale face au CS Herediano. Ce sacre permet au club de se qualifier pour la Ligue de la CONCACAF 2021.
Un nouveau format est adopté cette saison avec deux groupes distincts, chaque équipe disputant un total de seize rencontres avant les séries de fin de saison.

## Contexte
Le tournoi d'ouverture doit initialement débuter le 16 juillet avec un format traditionnel. La pandémie de Covid-19 a un fort impact sur le tournoi de clôture 2020 qui est suspendu avant de reprendre en mai et se conclure fin juin 2020. Cette situation réduit l'intersaison et c'est finalement le 15 août que le tournoi d'ouverture 2020 débute. Par conséquent, le nombre de journées disputées est réduit de 22 à 16 avec un scission en deux groupes de six équipes,. Chaque équipe jouant alors à deux reprises contre les équipes de son groupe et une fois contre celles du groupe opposé, pour un total de seize rencontres.

## Les douze équipes participantes
| \| Alajuelense Cartaginés Herediano Limón Pérez Zeledón Saprissa Sporting San Carlos Santos Guadalupe Grecia Jicaral \| Localisation des équipes. |
| Alajuelense Cartaginés Herediano Limón Pérez Zeledón Saprissa Sporting San Carlos Santos Guadalupe Grecia Jicaral                                 |

Ce tableau présente les douze équipes qualifiées pour disputer le championnat 2020-2021. On y trouve le nom des clubs, le nom des stades dans lesquels ils évoluent ainsi que la capacité et la localisation de ces derniers.
| Club                    | Stade                              | Capacité | Ville                  |
| LD Alajuelense          | Stade Alejandro Morera Soto        | 17 900   | Alajuela               |
| CS Cartaginés           | Stade José Rafael Ivankovich       | 13 500   | Cartago                |
| Municipal Grecia        | Stade Allen Riggioni               | 4 000    | Grecia                 |
| Guadalupe FC            | Stade Coyella Fonseca              | 4 500    | Guadalupe              |
| CS Herediano            | Stade Eladio Rosabal Cordero       | 8 100    | Heredia                |
| Jicaral Sercoba (en)    | Stade Asociación Cívica Jicaraleña | 1 500    | Jicaral                |
| Limón FC                | Stade Juan Gobán                   | 3 000    | Puerto Limón           |
| Municipal Pérez Zeledón | Stade Municipal Pérez Zeledón      | 6 000    | San Isidro del General |
| AD San Carlos           | Stade Carlos Ugalde Álvarez        | 5 000    | Ciudad Quesada         |
| SD Santos               | Stade Ebal Rodríguez               | 3 000    | Guápiles               |
| Deportivo Saprissa      | Stade Ricardo Saprissa             | 23 100   | San José               |
| Sporting FC             | Stade Ernesto Rohrmoser            | 3 000    | San José               |

## Compétition
Le tournoi Apertura est divisé en trois phases :
- La phase de qualification : les seize journées de championnat.
- Le barrage pour la dernière place.
- La phase finale : les matchs aller-retour allant des demi-finales à la finale.

### Phase de qualification
Lors de la phase de qualification, deux groupes distincts sont formés. Chaque équipe affrontent à deux reprises celles de son groupe et une seule fois celles du groupe opposé selon un calendrier tiré aléatoirement.
Les deux meilleures équipes de chaque groupe sont qualifiées pour la phase finale.
Le classement est établi sur le barème de points classique (victoire à 3 points, match nul à 1, défaite à 0).
Le départage final se fait selon les critères suivants :
- Le nombre de points.
- La différence de buts générale.
- La différence de buts particulière.
- Le nombre de buts marqué.

#### Classements
| Rang | Équipe                  | Pts | J  | G  | N | P  | Bp | Bc | Diff |
| ---- | ----------------------- | --- | -- | -- | - | -- | -- | -- | ---- |
| 1    | LD Alajuelense          | 37  | 16 | 12 | 1 | 3  | 36 | 18 | +18  |
| 2    | CS Herediano            | 26  | 16 | 7  | 5 | 4  | 27 | 19 | +8   |
| 3    | Guadalupe FC            | 21  | 16 | 6  | 3 | 7  | 24 | 27 | -3   |
| 4    | Municipal Pérez Zeledón | 15  | 16 | 4  | 3 | 9  | 20 | 34 | -14  |
| 5    | SD Santos               | 14  | 16 | 2  | 8 | 6  | 12 | 24 | -12  |
| 6    | Municipal Grecia        | 10  | 16 | 2  | 4 | 10 | 14 | 26 | -12  |

| Rang | Équipe               | Pts | J  | G | N | P | Bp | Bc | Diff |
| ---- | -------------------- | --- | -- | - | - | - | -- | -- | ---- |
| 1    | Deportivo Saprissa T | 30  | 16 | 9 | 3 | 4 | 29 | 16 | +13  |
| 2    | CS Cartaginés        | 29  | 16 | 9 | 2 | 5 | 32 | 16 | +16  |
| 3    | AD San Carlos        | 23  | 16 | 6 | 5 | 5 | 14 | 14 | 0    |
| 4    | Limón FC             | 23  | 16 | 6 | 5 | 5 | 15 | 24 | -9   |
| 5    | Jicaral Sercoba (en) | 18  | 16 | 4 | 6 | 6 | 14 | 15 | -1   |
| 6    | Sporting FC P        | 18  | 16 | 5 | 3 | 8 | 20 | 24 | -4   |

| Rang | Équipe                  | Pts | J  | G  | N | P  | Bp | Bc | Diff |
| ---- | ----------------------- | --- | -- | -- | - | -- | -- | -- | ---- |
| 1    | LD Alajuelense          | 37  | 16 | 12 | 1 | 3  | 36 | 18 | +18  |
| 2    | Deportivo Saprissa T    | 30  | 16 | 9  | 3 | 4  | 29 | 16 | +13  |
| 3    | CS Cartaginés           | 29  | 16 | 9  | 2 | 5  | 32 | 16 | +16  |
| 4    | CS Herediano            | 26  | 16 | 7  | 5 | 4  | 27 | 19 | +8   |
| 5    | AD San Carlos           | 23  | 16 | 6  | 5 | 5  | 14 | 14 | 0    |
| 6    | Limón FC                | 23  | 16 | 6  | 5 | 5  | 15 | 24 | -9   |
| 7    | Guadalupe FC            | 21  | 16 | 6  | 3 | 7  | 24 | 27 | -3   |
| 8    | Jicaral Sercoba (en)    | 18  | 16 | 4  | 6 | 6  | 14 | 15 | -1   |
| 9    | Sporting FC P           | 18  | 16 | 5  | 3 | 8  | 20 | 24 | -4   |
| 10   | Municipal Pérez Zeledón | 15  | 16 | 4  | 3 | 9  | 20 | 34 | -14  |
| 11   | SD Santos               | 14  | 16 | 2  | 8 | 6  | 12 | 24 | -12  |
| 12   | Municipal Grecia        | 10  | 16 | 2  | 4 | 10 | 14 | 26 | -12  |

| Légende : Qualifications et relégations | Légende : Qualifications et relégations          |
| --------------------------------------- | ------------------------------------------------ |
|                                         | Qualification pour une possible finale           |
|                                         | T Tenant du titre P Promu de la saison 2019-2020 |

#### Résultats
| Résultats (▼dom., ►ext.)                                   | Jic | SanC | Cart | Here | Sapr | Guad | Alaj | Grec | Lim | MunP | Sant | Spor |
| Jicaral Sercoba                                            |     | 0-1  | 1-0  | 0-0  | 0-1  | 3-1  |      | 0-2  | 1-0 |      |      | 3-1  |
| AD San Carlos                                              | 0-0 |      | 1-0  |      | 1-1  |      | 1-0  | 2-2  |     | 3-1  | 2-0  | 0-1  |
| CS Cartaginés                                              | 2-2 | 4-0  |      | 0-1  | 2-1  |      |      | 4-0  | 2-1 |      | 3-0  | 2-0  |
| CS Herediano                                               |     | 1-1  |      |      | 2-3  | 3-1  | 1-2  |      | 3-0 | 2-1  | 0-0  | 4-2  |
| Deportivo Saprissa                                         | 1-0 | 0-0  | 0-4  |      |      | 5-1  | 2-3  | 4-0  |     | 4-0  |      | 2-1  |
| Guadalupe FC                                               |     | 2-0  | 1-0  | 2-3  |      |      | 1-2  |      | 1-0 | 4-1  | 2-2  | 2-2  |
| LD Alajuelense                                             | 2-2 |      | 4-1  | 2-0  |      | 0-1  |      | 4-1  | 3-1 | 0-2  | 2-1  |      |
| Limon FC                                                   | 1-0 | 0-2  | 1-1  | 1-4  | 1-0  | 2-1  |      |      | 1-0 |      |      | 1-1  |
| Municipal Grecia                                           |     | 1-0  |      | 2-2  | 0-3  | 0-1  | 2-3  |      |     | 3-1  | 0-1  | 0-0  |
| Municipal Pérez Zeledon                                    | 1-1 |      | 1-4  | 1-0  |      | 3-2  | 0-2  | 1-1  | 3-3 |      | 0-2  |      |
| SD Santos                                                  | 1-1 |      |      | 1-1  | 0-0  | 1-1  | 0-4  | 0-0  | 1-1 | 1-4  |      |      |
| Sporting FC                                                | 1-0 | 1-0  | 2-3  |      | 1-2  |      | 2-3  | 0-1  |     | 2-0  | 3-1  |      |
| - Victoire à domicile - Match nul - Victoire à l'extérieur |     |      |      |      |      |      |      |      |     |      |      |      |

### Barrage pour la dernière place
| 9 décembre 2020 | Municipal Grecia | 1:1   | Sporting FC | Stade Allen Riggioni    |                         |
|                 | Agüero 24e       | (1:1) | 3e Morales  | Spectateurs : Huis clos | Spectateurs : Huis clos |
|                 | Rapport          |       |             | Spectateurs : Huis clos | Spectateurs : Huis clos |

| 13 décembre 2020 | Sporting FC | 0:1   | Municipal Grecia | Stade Ernesto Rohrmoser |                         |
|                  |             | (0:1) | 8e Villalobos    | Spectateurs : Huis clos | Spectateurs : Huis clos |
|                  | Rapport     |       |                  | Spectateurs : Huis clos | Spectateurs : Huis clos |

### Phase finale
Les quatre équipes qualifiées sont réparties dans le tableau final d'après leur classement général, le premier du groupe A affrontant le deuxième du groupe B et le premier du groupe B affrontant le deuxième du groupe A lors des demi-finales.

#### Tableau
|  |                    |            |              |            |                |      |   |        |        |        |        |        |
|  | 1/2 finale         | 1/2 finale | 1/2 finale   | 1/2 finale | 1/2 finale     |      |   | Finale | Finale | Finale | Finale | Finale |
|  |                    |            |              |            |                |      |   |        |        |        |        |        |
|  |                    |            |              |            |                |      |   |        |        |        |        |        |
|  | LD Alajuelense     | (1A)       | 3            | 1          |                |      |   |        |        |        |        |        |
|  | LD Alajuelense     | (1A)       | 3            | 1          |                |      |   |        |        |        |        |        |
|  | CS Cartaginés      | (2B)       | 2            | 1          |                |      |   |        |        |        |        |        |
|  | CS Cartaginés      | (2B)       | 2            | 1          | LD Alajuelense | (1A) | 1 | 1      |        |        |        |        |
|  |                    |            |              |            |                | (1A) | 1 | 1      |        |        |        |        |
|  |                    |            | CS Herediano | (2A)       | 0              | 0    |   |        |        |        |        |        |
|  | Deportivo Saprissa | (1B)       | CS Herediano | (2A)       | 0              | 0    | 0 | 1      |        |        |        |        |
|  | Deportivo Saprissa | (1B)       |              |            |                |      | 0 | 1      |        |        |        |        |
|  | CS Herediano       | (2A)       | 3            | 1          |                |      |   |        |        |        |        |        |
|  | CS Herediano       | (2A)       | 3            | 1          |                |      |   |        |        |        |        |        |

#### Demi-finales
| Club               | Aller | Retour | Club          | Commentaire |
| LD Alajuelense     | 3-2   | 1-1    | CS Cartaginés |             |
| Deportivo Saprissa | 0-3   | 1-1    | CS Herediano  |             |

#### Finale
| Match aller      | CS Herediano | 0:1   | LD Alajuelense | Stade national du Costa Rica                      |                                                   |
| 16 décembre 2020 |              | (0:1) | 37e Martínez   | Spectateurs : Huis clos Arbitrage : Pedro Navarro | Spectateurs : Huis clos Arbitrage : Pedro Navarro |
| 16 décembre 2020 | Rapport      |       |                | Spectateurs : Huis clos Arbitrage : Pedro Navarro | Spectateurs : Huis clos Arbitrage : Pedro Navarro |

| Match retour     | LD Alajuelense | 1:0   | CS Herediano | Stade Alejandro Morera Soto                   |                                               |
| 20 décembre 2020 | Moya 30e       | (1:0) |              | Spectateurs : Huis clos Arbitrage : Hugo Cruz | Spectateurs : Huis clos Arbitrage : Hugo Cruz |
| 20 décembre 2020 | Rapport        |       |              | Spectateurs : Huis clos Arbitrage : Hugo Cruz | Spectateurs : Huis clos Arbitrage : Hugo Cruz |

| Vainqueur du Tournoi Apertura 2020 LD Alajuelense 30e titre |

## Bilan du tournoi
| Tournoi d'ouverture du championnat de football du Costa Rica 2020 |                            |
| Champion                                                          | LD Alajuelense (30e titre) |
| Dauphin                                                           | CS Herediano               |
| Qualifications continentales                                      |                            |
| Ligue de la CONCACAF 2021                                         | LD Alajuelense             |

## Statistiques

### Buteurs
| Rang | Nom              | Équipe             | Buts |
| 1    | Marcel Hernández | CS Cartaginés      | 13   |
| 2    | Jonathan Moya    | LD Alajuelense     | 12   |
| 3    | Johan Venegas    | Deportivo Saprissa | 9    |
| 3    | Jostin Daly      | Sporting FC        | 9    |